# 자유는 공짜가 아니다

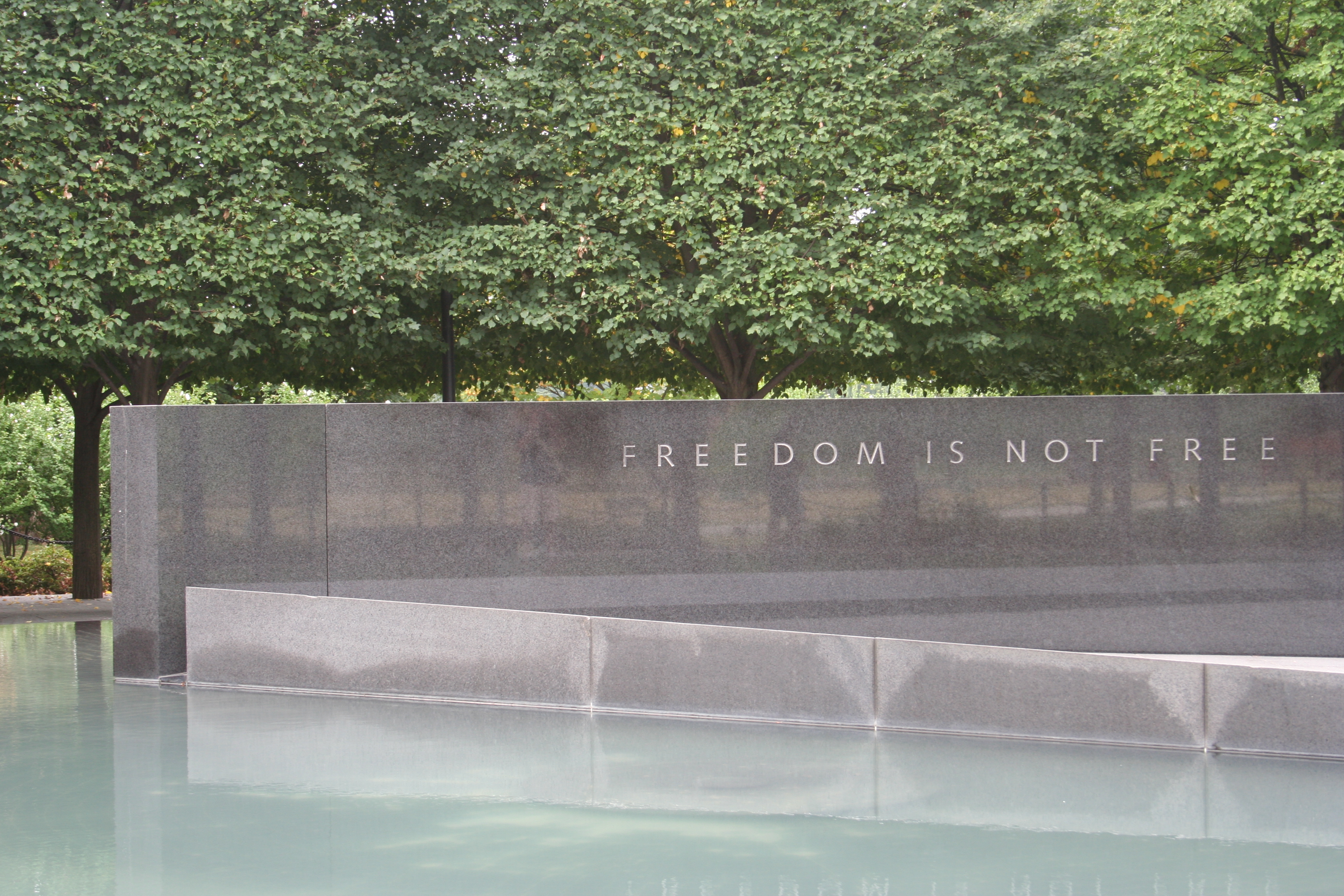
한국전 참전 용사 기념비에 새겨진 "자유는 공짜가 아니다" 문구

자유는 공짜가 아니다(Freedom isn't free), 자유는 거저가 아니다, 자유는 거저 주어지는 것이 아니다는 미국 관용구이다. 이 표현은 위기 상황에서의 희생을 묘사하는 데 사용되며, 미국에서는 자유를 수호한 군대에 대한 감사를 표현하기 위해 널리 사용된다. 수사적 장치로 사용될 수 있다.
이 문구는 미국인들이 9/11 공격에 어떻게 대응했는지를 설명하는 데 더 일반적으로 사용된다. "...공격의 여파로 우리 도시, 국가 및 전 세계 사람들이 함께 모였다..." 이 문구는 보수주의자와 진보주의자 모두 9·11 테러 공격 이후 미국 국민과 군대의 비극과 희생을 똑같이 묘사했다. 테러와의 전쟁을 위해서는 희생이 필요하다는 이상에 따라 미국 정부가 일반 시민의 생명을 감시할 수 있는 상당한 권한을 부여하는 미국 애국자법(Patriot Act)과 같은 법안이 통과되었다. 이 법안은 현재 진행 중인 테러리즘에 맞서 싸우기 위해 필요하다고 주장하는 사람도 있고 연방 정부를 불필요하게 확장하는 것으로 보는 사람도 있기 때문에 논란의 여지가 있는 주제이다.

## 같이 보기
- 9·11 테러